# مخطط البستنة والزراعة العضوية

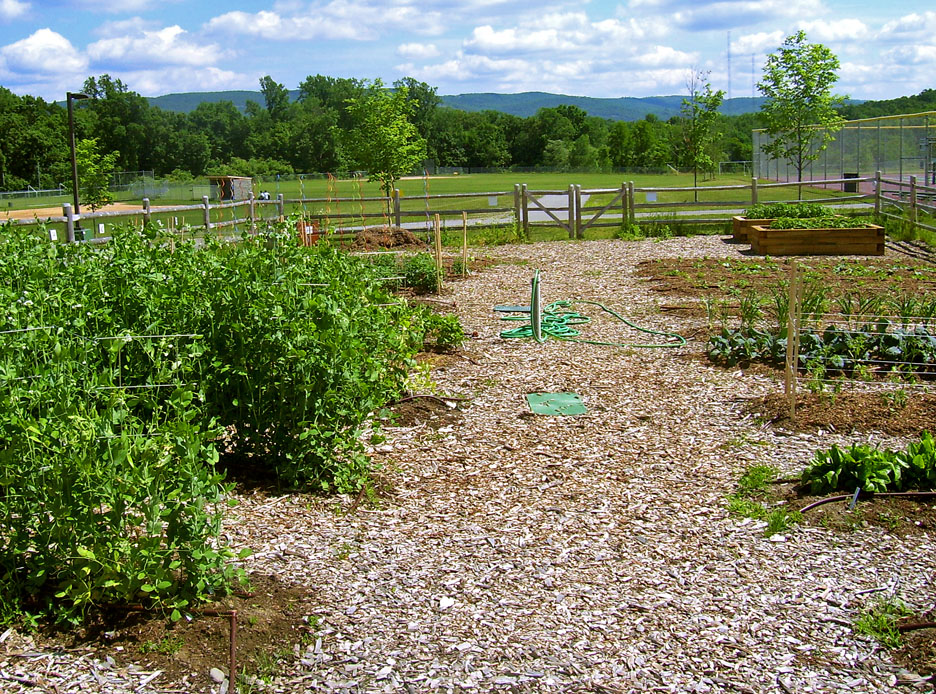
حديقة عضوية في حرم مدرسة

مخطط البستنة والزراعة العضوية هو المخطط الذي يوفر نظرة عامة وأدلة موضوعية عن البستنة والزراعة العضوية:
الزراعة العضوية - نظام زراعي بديل يعتمد على الأسمدة ذات المنشأ العضوي مثل السماد الطبيعي، الزبل، السماد الأخضر ، ووجبة العظام(سماد مصنوع من عظام الحيوانات)، ويركز على تقنيات مثل دوران المحاصيل والزراعة المرافقة. يتم تشجيع مكافحة الآفات الحيوية ، الزراعة المختلطة ورعاية الحشرات الصائدة. بشكل عام، تم تصميم المعايير العضوية للسماح باستخدام المواد الطبيعية أثناء حظر أو الحد من المواد الاصطناعية بشكل صارم.